# Stres oxidativ

Mecanismul stresului oxidativ în cazul leziunii unui țesut. Toxicitatea radicalilor liberi, indusă de xenobiotice, și detoxificarea ulterioară datorată enzimelor celulare.

Stresul oxidativ este cauzat de un dezechilibru între acțiunea speciilor reactive de oxigen și capacitatea sistemului biologic de a detoxifia cu rapiditate reactivii intermediari sau de a repara eventualele daune cauzate. Perturbări ale stării normale redox a unei celule pot provoca efecte toxice. Se pot produce astfel peroxizi și radicali liberi, iar aceștia pot afecta unele componente celulare, precum proteinele, lipide și ADN-ul.